# Шевченко, Владимир Антонович (художник-мультипликатор)
Владимир Антонович Шевченко (16 августа 1940, Ворошиловград — 4 октября 2015, Москва) — советский и российский художник-мультипликатор.

## Биография
В 1956—1958 годах — работал столяром на шахте «Красный Октябрь».

В 1958—1963 годах — учился в Луганском государственном художественном училище.

В 1966—1969 годах — художник в военной типографии.

В 1970—1972 годах — учился на двухгодичных курсах художников-мультипликаторов при киностудии «Союзмультфильм».

С 1973 года — художник-мультипликатор на «Союзмультфильме».

С 1992 по 1996 год сотрудничал со студией «Кристмас Филмз».
Работал исключительно в технике рисованной мультипликации.
Участвовал в создании 80 мультипликационных фильмов.

Преподавал во ВГИКе. До последнего дня работал на студии «Союзмультфильм».

## Фильмография
- 1973 — Детство Ратибора
- 1973 — Кто меня толкнул?
- 1973 — Новые большие неприятности
- 1974 — Прометей
- 1974 — Вершки и корешки
- 1974 — Весёлая карусель № 6
- 1975 — Василиса Микулишна
- 1975 — Квака-задавака
- 1975 — Новогодний ветер
- 1976 — Земля моя
- 1976 — Почтовая рыбка
- 1976 — Сказка про лень
- 1976 — Храбрец-удалец
- 1977 — Зайчонок и муха
- 1977 — Василиса Прекрасная
- 1977 — Как грибы с горохом воевали
- 1977 — Ох и Ах идут в поход
- 1977 — Пятачок
- 1978 — Весёлая карусель № 10. Бабочка и тигр
- 1978—1985 — На задней парте
- 1978 — Илья Муромец и Соловей-разбойник
- 1978 — Спасибо, аист!
- 1979 — Золушка
- 1979 — Большая эстафета
- 1979 — Жирна ли добыча?[3]
- 1979 — Как лиса зайца догоняла
- 1980 — Лебеди Непрядвы
- 1981 — Тайна третьей планеты
- 1981 — День рождения бабушки
- 1981 — Мороз Иванович
- 1982 — Чучело-Мяучело
- 1982 — Живая игрушка
- 1982 — Охотник и его сын
- 1982 — Сын камня
- 1983 — Горе — не беда
- 1983 — Слонёнок и письмо
- 1983 — Снегирь
- 1984 — Картинки с выставки
- 1984 — Синеглазка
- 1984 — А что ты умеешь?
- 1984 — Кубик и Тобик
- 1985 — Пропал Петя-петушок
- 1985 — Сказ о Евпатии Коловрате
- 1985 — Танцы кукол
- 1986 — Академик Иванов
- 1986 — Воспоминание
- 1986 — Сын камня и великан
- 1986 — Улыбка Леонардо да Винчи
- 1986 — Ара, Бара, Пух!
- 1986 — На воде
- 1987 — День загадок
- 1987 — Белая трава
- 1988 — Котёнок с улицы Лизюкова
- 1988 — Загадка
- 1988 — Таракан
- 1988 — Жили-были дед и баба
- 1988 — Кошка, которая гуляла сама по себе
- 1989 — Сегодня в нашем городе
- 1989 — Мальчик и лягушонок
- 1989 — Композиция на тему. Рыжик
- 1989 — Два богатыря
- 1989 — Клетка
- 1989 — Кострома
- 1990 — Король-паршивец[4]
- 1990 — Вахтёр
- 1990 — Крылатый, лохматый да масленный
- 1990 — Приключения кузнечика Кузи (история первая)
- 1990 — Кважды ква
- 1991 — Приключения кузнечика Кузи (история вторая)
- 1991 — Принцесса Мимо[4]
- 1991 — Мисс Новый Год
- 1992 — Фатум
- 1992 — Куплю привидение
- 1992 — Леато и Феофан. Партия в покер
- 1993 — DIG SQUAD. Фильм первый
- 1994 — Новые русские
- 1994 — DIG SQUAD. Скипетр фараона
- 1996 — Королевская игра
- 1997 — Кот в сапогах
- 2000 — Новые бременские
- 2001 — Дора-дора помидора
- 2001 — Ёлочка для всех
- 2001 — Колыбельная
- 2002 — Утро попугая Кеши
- 2003 — Хорошо забытое старое
- 2004 — Подарок
- 2004 — Варенье из апельсинов
- 2004 — Щелкунчик
- 2005 — Ну, погоди! (выпуск 19)
- 2006 — Ну, погоди! (выпуск 20)
- 2006 — Добрыня Никитич и Змей Горыныч
- 2007 — Крошечка-Хаврошечка
- 2010 — Весна в Простоквашино
- 2011-2015 — Новаторы (1, 2, 3, 5, 7, 11, 14, 15, 16, 17, 37, 39, 45 и 47 серии)
- 2013 — Таблица[5]
- 2014 — И вот плывёт воздушный слон[6]
- 2015 — Хамелеон и бабочка